# Lindsayomyrtus
Lindsayomyrtus é um género botânico pertencente à família Myrtaceae.
1. ↑  «Lindsayomyrtus — World Flora Online». www.worldfloraonline.org. Consultado em 19 de agosto de 2020